# The Face on the Bar Room Floor
The Face on the Bar Room Floor (br: Sobrado mal-assombrado ou Pintor apaixonado / pt: Charlot pintor) é um filme mudo de curta-metragem estadunidense de 1914, do gênero comédia, produzido por Mack Sennett para os Estúdios Keystone, dirigido e protagonizado por Charles Chaplin. É baseado em um poema de Hugh Antoine d'Arcy.

## Sinopse
Um pintor famoso, devastado por perder a mulher amada, termina no bar, e em tributo a ela pinta seu rosto no chão e relata sua tragédia de maneira memorável. Quando vê a mulher acompanhada por meia dúzia de crianças, sua dor diminui.

## Elenco
- Charles Chaplin .... artista
- Cecile Arnold .... Madeleine
- Fritz Schade .... cliente do bar
- Vivian Edwards .... modelo
- Chester Conklin .... cliente do bar
- Harry McCoy .... cliente do bar
- Hank Mann .... cliente do bar
- Wallace MacDonald .... cliente do bar